# BMW R 80 G/S
Die BMW R 80 G/S war ein Motorradmodell der Bayerischen Motoren Werke. Sie war die erste Enduro mit Mehrzylindermotor und die erste Serien-BMW mit Einarmschwinge.
Ihr Boxermotor mit 797 cm³ Hubraum und 37 kW (50 PS) Leistung stammte modifiziert aus der BMW R 80/7. Damit war sie zum Zeitpunkt der Einführung  die leistungsstärkste, aber auch schwerste Enduro. BMW stieg mit ihr wieder in den Geländerennsport ein und siegte 1981, 1983, 1984 und 1985 bei der Rallye Paris-Dakar.
Das Motorrad wurde im September 1980 in Avignon der internationalen Presse vorgestellt. Von 1980 bis 1987 wurden 33.247 R 80 G/S im BMW-Werk Berlin in Spandau hergestellt. Das Design der G/S wurde von Karl‐Heinz Abe entwickelt, das in der R9T Urban G/S wiederbelebt wurde. Der Marketingleiter Heino D. Würfel bezeichnete die R80 G/S als „universell nutzbares Freizeitinstrument für neue Erlebnisformen“. Die Nachfolgemodelle waren die R 80 GS und R 100 GS mit Paralever sowie die R 65 GS mit Monolever.

## Technische Daten

### Antrieb
Gegenüber dem Motor der R80/7 hat die R80G/S ein verstärktes Gehäuse, einen verbesserten Ölkreislauf und eine reduzierte Schwungmasse. Um die Verschleißfestigkeit zu erhöhen, erhielten die Schleuderguss-Zylinderbuchsen der R80/7 eine Nickel-Beschichtung mit Siliciumcarbidanteilen (Galnical). Der luftgekühlte Zweizylindermotor erzeugt aus 797,5 cm³ Hubraum eine Nennleistung von 37 kW (50 PS) und ein maximales Drehmoment von 59 Nm bei einer Drehzahl von 3500 min−1.
Die zwei Nikasil-Zylinder haben eine Bohrung von 84,8 mm Durchmesser, die Kolben machen einen Hub von 70,6 mm bei einem Verdichtungsverhältnis von 8,2:1. Der längs eingebaute Viertaktmotor hat je Zylinder ein Ein- und ein Auslassventil, die Ventilsteuerung erfolgt über Stößel, Stoßstangen und nadelgelagerte Kipphebel. Zwei Bing-Gleichdruckvergaser  erzeugen das Verbrennungsgemisch, der dafür erforderliche Treibstoff sollte mindestens 91 Oktan haben. Das Öl für die Motorschmierung wird in einem Nasssumpf gesammelt. Die hochgezogene Abgasanlage hat einen Vorschalldämpfer.
Das Motorrad beschleunigt in 6,6 Sekunden von 0 auf 100 km/h und erreicht bei liegendem Fahrer eine Höchstgeschwindigkeit von 170 km/h.
Die Fachzeitschrift Motorrad hat einen durchschnittlichen Kraftstoffverbrauch von 5,6 Liter auf 100 km Landstraße gemessen und eine theoretische Reichweite von 354 km ermittelt.

### Kraftübertragung
- Kupplung Einscheiben, trocken, mit übersetzter Tellerfeder
- Anzahl der Gänge 5
- Schaltung Klauenschaltung (Ratschenfußschaltung)
- Getriebeübersetzung 4,4 / 2,86 / 2,07 / 1,67 / 1,50 :1
- Hinterradübersetzung 1 : 3,364
- Kegel- / Tellerrad 11 / 37 Zähne

### Elektrische Anlage
Die Lichtmaschine von Bosch erzeugt eine elektrische Leistung von 280 Watt, die neben der Lichtanlage auch die kontaktlose elektronische Zündanlage vom gleichen Hersteller versorgt. Gestartet wird der Motor von einem 700 Watt starken Anlasser oder einem Kickstarter. Das Cockpit besteht aus einem Tachometer und fünf Kontrollleuchten, optional war ein Drehzahlmesser erhältlich.

### Fahrwerk
Das Fahrwerk wurde von Laszlo Peres auf Basis der Six-days-Rennmaschine entwickelt. Der Doppelschleifen-Stahlrohrrahmen hat ein angeschraubtes Heckteil. Ein Zentralfederbein mit 170 mm Federweg stützt die Einarmschwinge (Monolever) zum Rahmen hin ab, die hydraulisch gedämpfte Teleskopgabel am Vorderrad hat einen Federweg von 200 mm.
- Felge vorn 1,85 × 21 WM
- Felge hinten 2,50 × 18 WM
- Bereifung vorn 3,00-21 R
- Bereifung hinten 4,00-18 R
- Bremsen vorn Einscheibenbremse Ø 260 mm
- Bremsen hinten Simplex-Trommelbremse Ø 200 mm

Der Kardanantrieb verläuft im rechtsseitigen Schwingenarm. Da er keine Momentabstützung hat, erzeugt er konstruktionsbedingt Lastwechselkräfte und Aufstellmomente bei Lastwechsel, die bei Beschleunigung zum Anheben des Hecks führen können.

### Maße und Gewichte
Das Leergewicht im vollgetankten und fahrbereiten Zustand beträgt 192 kg. Das zulässige Gesamtgewicht liegt bei 398 kg, die maximale Zuladung bei 206 kg. Die Bodenfreiheit zwischen Motorunterseite und Fahrbahn beträgt 218 mm. Der Kraftstofftank fasst 19,5 Liter.

## Modellentwicklung
Im Herbst 1981 bekam die G/S eine breitere Hinterradfelge, einen geänderten Hauptbremszylinder und eine straffere Sitzbank. 1982 verbesserte BMW die korrosionsanfällige schwarzverchromte Auspuffanlage. Modelle ab Dezember 1984 haben gehärtete Auslassventilsitze und vertragen bleifreien Kraftstoff. Konkurrenzmodelle mit vergleichbarer Fahrwerksgeometrie waren in den 1980er Jahren die Yamaha XT 500, die Honda XL 500 oder noch die Moto Guzzi V65 TT.

## Kritiken
„Die Technik des Zweiventilers mit Stößelstangen ist überschaubar und robust und kann auch in den Wüsten Afrikas oder im Amazonas-Gebiet mit Schraubendreher und Hammer leicht repariert werden. […] Für extrem schweres Gelände ist die G/S zwar nicht gemacht, aber Feldwege und Schotterpisten pflügt sie nieder.“

„Der Motor ist zwar nicht der allerspritzigste, kann dafür aber als ‚unkaputtbar‘ gelten. Ob auf der Autobahn zwischen Hamburg und München oder auf einer Wellblechpiste zwischen Algier und Tamanrasset, der Boxer macht so gut wie alles mit. Und der Fahrer sowieso. Doch wehe, wenn der Weg ans Ende der Welt doch mal zu holprig wird. Dann wird klar, dass die R 80 G/S nichts anderes ist als ein Tourer im Enduro-Kostüm, und das einzig geländetaugliche die Handprotektoren sind.“

“In a world where dual-purpose motorcycles were dirtbike-ish machines weighing 300 pounds or less with 500cc-or-smaller single-cylinder engines, the G/S was a truck, a 420-lb., shaft-drive, 796cc Twin with its opposed cylinders hanging out in the wind like outriggers. Even one BMW engineer admitted he wasn’t quite sure where the bike fit into the big picture. After a day’s ride on the paved and graded dirt roads around Avignon, the R80 G/S started to make a little more sense. As a streetbike, it was agile and flickable, a genuine treat in tight twisties despite its semi-knobby tires. And on the dirt roads, it was reasonably capable, even when some decent-sized bumps, ruts and holes were thrown into the mix.”

„In einer Welt, in der Mehrzweck-Motorräder noch Motocrosser mit einem Gewicht von 300 Pfund oder weniger und mit 500 cm³ Einzylindermotoren waren, war die G/S ein Laster: 192 kg schwer, mit Antriebswelle, 796 cm³ Zweizylinder mit gegenüberliegenden Zylindern, die wie Ausleger im Wind hingen. Sogar ein BMW-Ingenieur musste zugeben, dass er nicht ganz sicher sei, wie das Motorrad in das große Ganze passe. Nach einem Tag Fahren auf den gepflasterten und planierten Schotterstraßen um Avignon begann die R80 G/S ein wenig mehr Sinn zu machen. Als Straßenmotorrad war sie agil und beweglich, ein echtes Vergnügen in engen Kurven trotz der Halbstollenbereifung. Und auf unbefestigten Straßen war sie ausreichend leistungsfähig, sogar wenn einige beachtliche Bodenwellen, Spurrillen und Löcher in den Weg kamen.“